# Antonio Carlos Olivieri
Antonio Carlos Olivieri (Rio de Janeiro, 1 de maio de 1957), radicalizou-se paulistano ainda criança, quando morou no Edifício Copan. É jornalista e escritor brasileiro com mais de 20 títulos publicados em áreas diversas.

## Vida Pessoal
Antonio Carlos Olivieri, nasceu no Rio de Janeiro, RJ em 1 de maio de 1957, mas veio para SP aos 4 anos, cresceu no Edifício Copan e se considera paulistano da gema. É formado em Letras pela Universidade de São Paulo e em jornalismo por exercício da profissão há mais de 20 anos. É mestre em Língua, literatura e cultura italianas pela USP. É ainda autor de livros didáticos, paradidáticos, ficção infanto-juvenil e adulto.

## Trajetória Profissional
Atuou como professor de jovens e adultos em diversas instituições, dentre as quais o ITA. Como jornalista, foi redator e editor do suplemento infantil da Folha de S.Paulo e assessor de imprensa na Editora Ática. Atualmente dirige a Página 3 Pedagogia & Comunicação, empresa de conteúdos didáticos digitais, e coordena o Banco de Redações no UOL Educação

## Obras publicadas
Principais obras de Antonio Carlos Olivieri
- O RENASCIMENTO, Ática 1987
- Pré-História, Ática 1988
- Uiramirim contra os piratas, Editora Atual 1989
- Independência dos Estados Unidos, Ática 1990
- Uiramirim contra os demônios da floresta, Editora Atual 1992
- A França Antártica, Ática 1993
- Canudos, Ática 1994
- O Cangaço, Ática 1995
- Perdidos no Tempo, Editora Atual 1996
- O Simulador de Sonhos, Companhia das Letras 1997
- Um bom sujeito, Formato 1997
- Cronistas do Descobrimento com Marco Antonio Villa, Ática, 1999
- D. Pedro II, Imperador do Brasil, Callis 1999
- Carta de Achamento do Brasil com Marco Antonio Villa, Callis 1999
- Sherlock Moreira, Companhia das Letras 2001
- Graças da Moreninha, As: uma apresentação do romance de Joaquim Manuel de Macedo, Editora Nankin 2003
- O Caso do lobisomem assassinado, Editora Biruta 2004
- Farsantes & Fantasmas, Editora Record 2012
- O assassino penhorado agradece, Amazon 2013